# I sanningens namn
I sanningens namn (originaltitel: Courage Under Fire) är en amerikansk dramafilm från 1996.

## Handling
Överste Nate Serling (Denzel Washington) får i uppdrag att utreda om en helikopterpilot i USA:s armé, kapten Karen Walden (Meg Ryan) som omkom under Gulfkriget, förtjänar att postumt tilldelas Medal of Honor.

## Om filmen
I sanningens namn regisserades av Edward Zwick. Per Hallberg var filmens ljudtekniker.

## Rollista
- Meg Ryan - Karen Walden
- Denzel Washington - överste Nate Serling
- Regina Taylor - Mrs Serling
- Lou Diamond Phillips - Monfriez
- Matt Damon - specialist Ilario
- Michael Moriarty - brigadgeneral Hershberg
- Bronson Pinchot - Bruno
- Seth Gilliam - Altameyer
- Scott Glenn - Gartner
- Sean Astin - Patella
- Ken Jenkins - Joel Walden
- Bruce McGill - McQuillan